# Tingmosgang
Tingmosgang ou Temisgang est un palais et monastère de Temisgam, village du tehsil de Khalsi, dans le district de Leh, État du Jammu-et-Cachemire en Inde.
Il a notamment été le lieu pendant la guerre Dogra-tibétaine (en) (également appelée guerre Sino-Sikh), du « traité de Tingmosgang » de 1684, entre le Ladakh et le Tibet, pour délimiter la frontière entre les deux pays.